# Caecoserolis brinki
Caecoserolis brinki är en kräftdjursart som först beskrevs av Brian Frederick Kensley 1978.  Caecoserolis brinki ingår i släktet Caecoserolis och familjen Serolidae. Inga underarter finns listade i Catalogue of Life.